# Аранзамін
Аранзамін (вірм. Արանզամին, азерб. Aranzəmin), також Варазабун — село у Аскеранському районі Нагірно-Карабаської Республіки. Село розташоване за 25 км на північний схід від Степанакерта.

## Історія
Існує версія, відповідно до якої село було літньою резиденцією князів Вараза Трдата та Вараза Грігора.
У XIX столітті населення села складали вірмени, частина яких оселилася тут у 1828—1829 рр. В кінці XIX століття в селі існувала школа для хлопчиків. В радянський час — школа, клуб-бібліотека, медична станція.
В селі існує каменна церква Сурб Аствацацін (Св. Богородиці).

### Населення
У 1890 році в селі проживало 931 жителів, у 1907 р. — 1324, у 1921 р. — 1102 (усі вірмени), у 1971 р. — 244 жителя.

## Видатні уроженці
- Даніелянц Єрем Іванович — Герой Радянського Союзу.